# Ozyptila caenosa
Ozyptila caenosa là một loài nhện trong họ Thomisidae.
Loài này thuộc chi Ozyptila. Ozyptila caenosa được miêu tả năm 1966 bởi Jézéquel.